# Tetraommatus muticus
Tetraommatus muticus är en skalbaggsart som först beskrevs av Francis Polkinghorne Pascoe 1859.  Tetraommatus muticus ingår i släktet Tetraommatus och familjen långhorningar.
Artens utbredningsområde är Sri Lanka. Inga underarter finns listade i Catalogue of Life.